# Río Reloca
El río Reloca es un curso natural de agua que nace al oeste de la cordillera de la Costa, algo al sur de la ciudad de Empedrado, y fluye con dirección general oeste hasta desembocar en el océano Pacífico.

## Trayecto
El río Reloca nace en la confluencia de los esteros Quebrada Honda (ver Ciénagas del Name) y el estero Venegas para seguir a través de regiones pantanosas. Poco antes de llegar al mar se vacía en una laguna litoránea ubicada entre dunas. Sus afluentes por el norte son el río Rari, el estero Empedrado y el estero El Sauce. Por el sur recibe al estero Batuca y al estero Santa Rosa.: 407 
La cuenca del río Reloca es una de las cuencas costeras que se desarrollan entre la cuenca del río Maule y la cuenca del río Itata.

## Caudal y régimen
El régimen del río Reloca es estrictamente pluvial.: 408 
En un estudio del año 2003 encargado por la Comisión Nacional de Riego, se estimaron los caudales de este río extrapolando las precipitaciones, escorrentía y caractreísticas del suelo desde otras cuencas cercanas y semejantes a la de este río. Este método ha dado resultados satisfactorios en entras cuencas del litoral que carecen de estaciones fluviométricas.: 3–10 

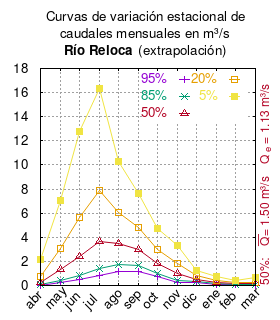
Curvas de variación estacional del río Reloca. Estos caudales no han sido medidos en un aforo sino calculados extrapolando precipitaciones, escorrentía y superficies de drenaje de cuencas cercanas a la del Reloca.

El caudal del río (en un lugar fijo) varía en el tiempo, por lo que existen varias formas de representarlo. Una de ellas son las curvas de variación estacional que, tras largos periodos de mediciones, predicen estadísticamente el caudal mínimo que lleva el río con una probabilidad dada, llamada probabilidad de excedencia. La curva de color rojo ocre (con {\displaystyle {\color {Red}\vartriangle }}) muestra los caudales mensuales con probabilidad de excedencia de un 50%. Esto quiere decir que ese mes se han medido igual cantidad de caudales mayores que caudales menores a esa cantidad. Eso es la mediana (estadística), que se denota Qe, de la serie de caudales de ese mes. La media (estadística) es el promedio matemático de los caudales de ese mes y se denota {\displaystyle {\overline {Q}}}. 
Una vez calculados para cada mes, ambos valores son calculados para todo el año y pueden ser leídos en la columna vertical al lado derecho del diagrama. El significado de la probabilidad de excedencia del 5% es que, estadísticamente, el caudal es mayor solo una vez cada 20 años, el de 10% una vez cada 10 años, el de 20% una vez cada 5 años, el de 85% quince veces cada 16 años y la de 95% diecisiete veces cada 18 años. Dicho de otra forma, el 5% es el caudal de años extremadamente lluviosos, el 95% es el caudal de años extremadamente secos. De la estación de las crecidas puede deducirse si el caudal depende de las lluvias (mayo-julio) o del derretimiento de las nieves (septiembre-enero).

## Historia
Francisco Solano Asta-Buruaga y Cienfuegos escribió en 1899 en su obra póstuma Diccionario Geográfico de la República de Chile sobre el río:
Reloca.-—Riachuelo costanero que tiene nacimiento en los derrames occidentales del cerro de Ñame y principalmente en el desagüe de la laguna del Totoral, que yace hacia este lado del mismo cerro. Corre de aquí al O. dividiendo los departamentos de Cauquenes y Constitución por un cauce estrecho entre las montañas paralelas á la costa del Pacífico; más al aproximarse á ésta entra en un valle abierto y feraz y va á morir en dicha costa, por donde se forma la ensenada de Chanco, seis á ocho kilómetros al N. de la villa de esta denominación y á poco menos al S. de Carranza. Á sus márgenes hay terrenos de buen cultivo, especialmente en el valle que riega en su última parte antes de su desembocadura. Hállanse también á su banda izquierda ó del sur fundos como los de Batuco, Dollimbuta, Huechahue, Punchemo, &c. y las heredades menores de su nombre hacia su boca. Su caudal es generalmente escaso y su curso no pasa de 40 kilómetros. El nombre es alteración de rulon ó rilon, zanja ó conducto de agua, y de la partícula de pluralidad ica.

## Población, economía y ecología
Sus aguas riegan cultivos agrícolas.: 408 